# Jelena Gavrilović
Jelena Gavrilović, cirílico sérvio Јелена Гавриловић (Belgrado, 18  de janeiro de 1983) é uma atriz sérvia.
Começou atuando no teatro durante o ensino médio. Durante os seus estudos, atuou no Teatro Nacional Sérvio em Novi Sad. Gavrilović performou os papéis principais para o musical Hair no Atelje 212, e Grease at Teatro Terazijama, ambos em Belgrade. Ela encenou uma das personagens principais em A Serbian Film.

## Filmografia
- 2008: On The Beautiful Blue Danube, sr:На лепом плавом Дунаву (филм) - Nina
- 2008: Linden Street, sr:Улица липа  - Irena
- 2008: Poslednja audijencija - Olga
- 2009: Human Zoo (filme) - Natasha
- 2009: Sve potuke su izbrisane
- 2010: A Serbian Film - Marija
- 2010: The Scent of Rain in the Balkans (série de televisão) - Eli
- 2011: Cat Run, filme americano
- 2011: Zlatna lavica - estória sobre Radivoje Korac
- 2011: Zene sa Dedeinja (série de televisão) sr:Жене са Дедиња
- 2013: Frozen - Elsa (versão em servo)[1]